# آنجلو کرشنزو
آنجلو کرشنزو (انگلیسی: Angelo Crescenzo) یک کاراته‌کا ایتالیایی است که در مسابقات کاراته قهرمانی جهان ۲۰۱۸ موفق به کسب یک مدال طلا در شد.